# Менди (Оромия)
Менди — город на западе Эфиопии. Расположен в зоне Восточная Велега, региона Оромия, на высоте 1821 метров.
В своей книге путешествий «В поисках копей царя Соломона» Тахир Шах описал Менди конца XX века как город с «грязной главной улицей», выстроенной «зданиями с гофрированными железными крышами и цементными стенами». Он останавливается в баре, где «пол был разбрызган керосином и опилками, чтобы отпугивать мух».

## История
Дэджазмач построил церковь в Менди в 1893 году. Однако, когда Дэджазмач восстановил свои права на взимание налогов с бывшего королевства своего отца в 1907 году, центральное правительство исключило «ворота» Менди, которые были сохранены за таможней в Нэкэмте. «Это закрепило право центра на фискальный контроль над Некемте, право, от которого Аддис-Абеба никогда не отказывалась в последующие годы».
К 1930-м годам Менди стал важным рынком кофе. Он привлёк внимание шведского пастора, который основал там миссию. В 1938 году местный эфиопский священник обвинил миссионеров в правонарушениях перед итальянцами, которые в конечном итоге изгнали их. Шведская миссия не была восстановлена до 1946 года. Менди принимал конференцию эфиопских евангелических церквей в январе 1954 года, а в следующем году миссии пришлось противостоять мусульманским миссионерам из Судана, которые обратили в христианство 1000 человек в соседнем районе.
Джон Янг считает, что «по крайней мере небольшой контингент ФОО способен действовать в районе Менди... на полупостоянной основе» после всеобщих выборов в Эфиопии 2005 года.

## Население
По данным Центрального статистического агентства Эфиопии за 2005 год численность населения Абомсы составляет 18 020 человек, из которых 9 199 мужчин и 8 821 женщина. Согласно данным национальной переписи 1994 года, общая численность населения города составляла 10 070 человек, из которых 4 989 мужчин и 5 081 женщина.